# Aerovip
Aerovip es una aerolínea no operativa argentina con base en Buenos Aires. Inactiva durante cinco años, fue reactivada en septiembre de 2009 luego de que se hiciera la compra del 60% de las acciones de Aerovip S.A. por parte del grupo inversor Leadgate, administrador mayoritario de la aerolínea uruguaya Pluna. En noviembre de 2010 Leadgate anunció su retirada del proyecto Aerovip, debido a que no pudo conseguir la autorización de nuevas rutas de parte de las autoridades aeronáuticas argentinas.

## Actualidad
El grupo inversor Leadgate, que es dueño del 75% de la aerolínea uruguaya Pluna, compró en su momento el 60% de las acciones de Aerovip. Pluna contaba entonces con una flota de siete Bombardier CRJ-900 NextGen, de los cuales una aeronave fue transferida a Aerovip para iniciar operaciones, con la matrícula argentina LV-BYW (actualmente CX-CRG).
Aerovip realizó vuelos contratados por Pluna para el transporte de sus pasajeros. También los gestores de Aerovip proyectaron realizar vuelos chárteres con su único avión.
Leadgate, controlador mayoritario de la aerolínea uruguaya Pluna y de la argentina Aerovip, reabrió negociaciones con Bombardier para la adquisición de CRJ-900 NextGen adicionales. Leadgate confirmó en su momento que al menos una de estas aeronaves se sumaría a la flota de Aerovip para comenzar a volar nuevas rutas dentro de Argentina. Las nuevas aeronaves de Pluna comenzaron a recibirse en 2010, pero la retirada de Pluna y Leadgate de Aerovip dejaron a la aerolínea sin aviones.

## Historia
La empresa se creó el 15 de marzo de 1999 y su primer vuelo fue el 23 de junio de 1999. Operó un tiempo para Aerolíneas Argentinas (bajo el nombre de Aerolíneas Argentinas Express), como LAPA VIP y como ARG Express, hasta que fue vendida a su último dueño, Sebastián Agote.
TEBA, empresa concesionaria de la Terminal de Ómnibus de Retiro compró el 80% del capital accionario en diciembre de 2004 y el otro 20% restante quedó en manos de Eduardo Eurnekián, titular de Aeropuertos Argentina 2000. 
El 3 de octubre de 2004 fue su último vuelo y su deuda era superior a los nueve millones de dólares. En una reunión con la Unión Aeronáutica los nuevos propietarios acordadaron reanudar los vuelos el 20 de diciembre de 2004 y mantener el personal en actividad a la fecha.
En 2005 LAN Airlines absorbió LAFSA (Líneas Aéreas Federales S.A.) y Aerovip conformando LAN Argentina. Los pilotos, controladores y personal de mantenimiento realizaron una huelga en noviembre de 2005 debido a fallas gerenciales en la contratación de 150 trabajadores de Aerovip.
En 2009. El grupo inversor Leadgate, dueño del 75% de las acciones de la aerolínea uruguaya Pluna, compra el 60% de las acciones de Aerovip S.A. para reactivarla, luego de su cierre de operaciones en el año 2004.
En septiembre de 2009 Aerovip realiza su primer vuelo después de cinco años de estar inactiva. Fue a bordo del CRJ-900 NextGen matrícula LV-BYW y realizó la ruta Montevideo-Buenos Aires. Si bien surgieron dudas debido a como se llevó a cabo la operatoria para este primer vuelo, trascendió que fue contratado por Pluna (de la que Aerovip es filial) para transportar pasajeros de la última.
En septiembre de 2010 Pluna decidió no continuar participando del proyecto de Aerovip. Menos de un mes más tarde Leadgate anuncia su retirada del proyecto.

## Antigua Aerovip
En el año 2002, luego de operar como ARG Express para la aerolínea ARG Línea Privada Argentina, comenzó a volar como Aerovip siendo el nacimiento de esta marca.
Con una flota de siete British Aerospace Jetstream 32 turbohélice con capacidad para 19 pasajeros cada uno, Aerovip operaba una importante red de destinos en la que en su mejor momento llegó a ofrecer vuelos desde Aeroparque a Mar del Plata, Villa Gesell, Paraná, Rosario, Santa Fe, Reconquista, Río Cuarto en Argentina y Colonia del Sacramento, Montevideo y Punta del Este en el Uruguay.

## Nueva Aerovip
Después de cinco años inactiva Aerovip reactivó sus vuelos luego de que el grupo inversor Leadgate, accionista mayoritario de la aerolínea Pluna, realizó un acuerdo para una alianza con Aerovip. Pluna le cedió modernas aeronaves Bombardier CRJ-900 NextGen para operar sus destinos. En una primera etapa se reactivaron las rutas a Montevideo y Punta del Este, y se previó en una segunda etapa retomar destinos como Mar del Plata y Córdoba, además de comenzar a realizar vuelos chárters durante temporada. Se preveía que en 2010 una nueva aeronave ingresara a la flota, pero el alejamiento de Pluna y Leadgate del proyecto dejaron con un futuro incierto a Aerovip. El único avión que operó Aerovip en esta última etapa retornó a Pluna a finales de 2010, recuperando su matrícula original uruguaya CX-CRG.

## Destinos (entre 2009 y 2010)
Nacionales
 Argentina
- Buenos Aires / Aeroparque Jorge Newbery AEP
- Córdoba / Aeropuerto Internacional Ingeniero Ambrosio Taravella COR
- Buenos Aires, Argentina / Aeropuerto Internacional Ministro Pistarini

Internacionales
 Uruguay
- Montevideo / Aeropuerto Internacional de Carrasco MVD
- Punta del Este / Aeropuerto Internacional de Laguna del Sauce PDP

 Brasil
- Porto Seguro / Aeropuerto de Porto Seguro (Estacional)
- Cabo Frío (Estacional)
- Florianópolis / Aeropuerto Internacional Hercílio Luz (Estacional)
- São Paulo / Aeropuerto Internacional de Guarulhos

## Flota Histórica

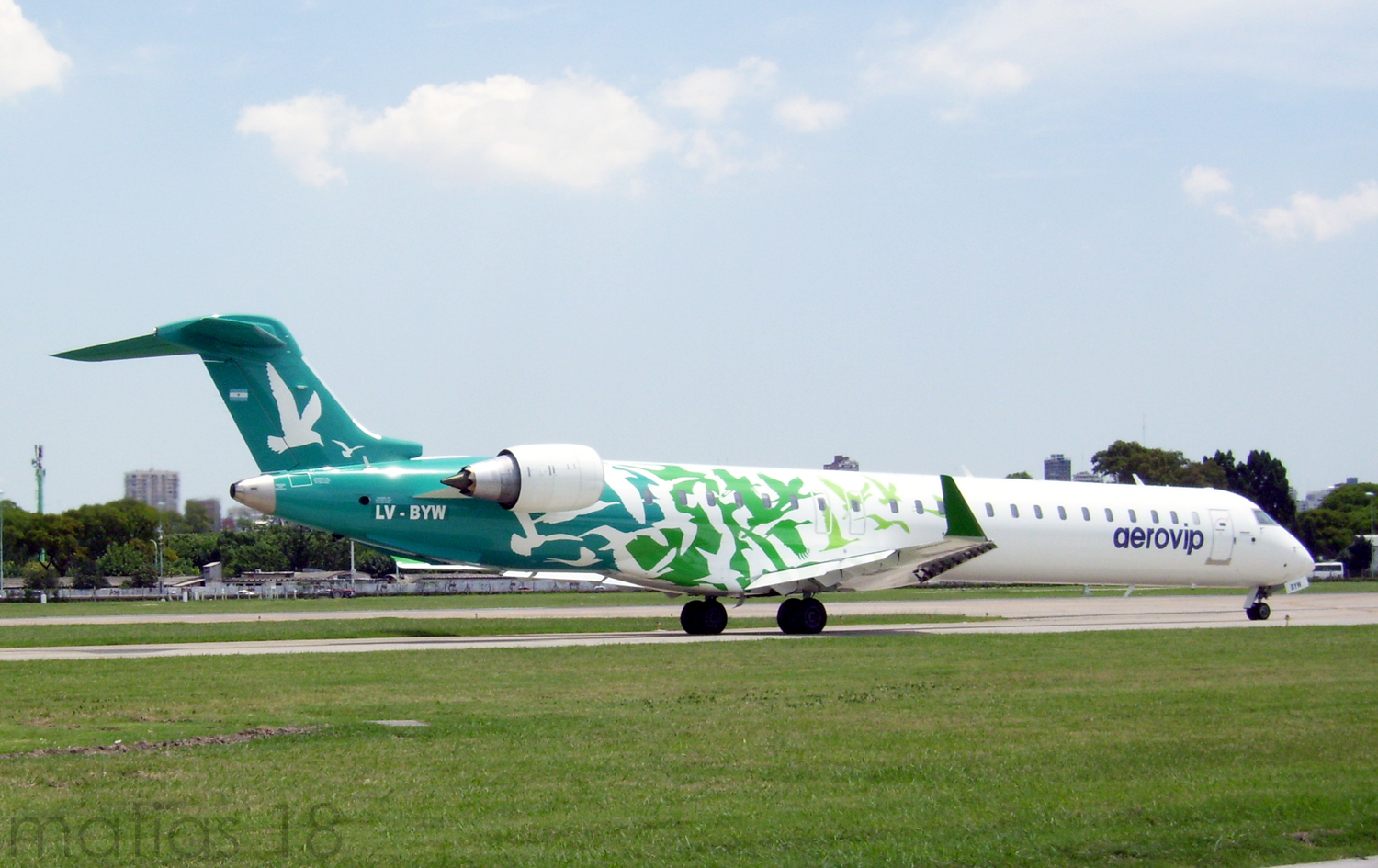
Bombardier CRJ-900 NextGen de Aerovip en el Aeroparque Jorge Newbery, realizando el vuelo NJ 8108 con destino a Punta del Este.